# Baniana veluta
Baniana veluta là một loài bướm đêm trong họ Erebidae.